# Linda Rothschild

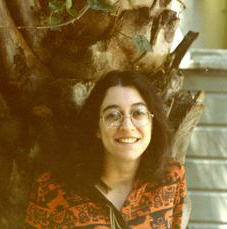
Linda Preiss Rothschild (1974)

Linda Preiss Rothschild (* 28. Februar 1945 in Philadelphia, Pennsylvania) ist eine US-amerikanische Mathematikerin, die über Lie-Gruppen und verschiedene Gebiete der Analysis arbeitet, speziell der Theorie der Funktionen mehrerer komplexer Veränderlicher.

## Leben
Rothschilds Eltern hatten ein Pelzgeschäft in Philadelphia. Sie studierte an der University of Pennsylvania, wo sie 1966 „magna cum laude“ ihren Abschluss machte. Da sie an der Princeton University mit der Begründung abgewiesen wurde, dass nur Männer für die Promotion zugelassen wären, wurde sie 1970 am MIT mit der Dissertation On the Adjoint Action of a Real Semisimple Lie Group promoviert, wo sie ab 1966 mit einem Stipendium der National Science Foundation studierte.
Von 1970 bis 1972 war sie am AI-Lab des MIT und gleichzeitig Assistenzprofessorin an der Tufts University, 1972 bis 1974 an der Columbia University, 1974/75 am Institute for Advanced Study (wo sie auch 1978 und 1981/82 war) und 1975/76 Visiting Assistant Professor an der Princeton University. 1976 wurde sie Associate Professor an der University of Wisconsin–Madison, wo sie 1979 Professorin wurde.
Seit 1983 ist sie Professorin an der University of California in San Diego.

## Wirken
Sie arbeitete über partielle Differentialgleichungen auf Lie-Gruppen, harmonische Analysis und die Geometrie reeller Hyperflächen in der Theorie mehrerer komplexer Variablen. Dabei veröffentlichte sie vielfach zusammen mit ihrem Ehemann Mohammed Salah Baouendi, der ebenfalls Mathematikprofessor an der University of California in San Diego war.

## Auszeichnungen
Von 1976 bis 1980 war sie Sloan Research Fellow. 2003 erhielt sie mit Mohammed Salah Baouendi den Stefan-Bergman-Preis der AMS, deren Fellow sie ist. Von 1983 bis 1985 war sie Präsidentin der Association for Women in Mathematics. Von 1985 bis 1987 war sie Vizepräsidentin der AMS. 1997 hielt sie die Noether Lecture („How do real submanifolds live in complex space?“). 2005 wurde sie in die American Academy of Arts and Sciences gewählt. 2006 war sie Invited Speaker auf dem Internationalen Mathematikerkongress in Madrid (Iterated Segre maps of real submanifolds in complex space and applications).

## Schriften
- Mohammed Salah Baouendi, Peter Ebenfelt, Linda Preiss Rothschild: Real Submanifolds in Complex Space and Their Mappings. Princeton University Press 1999, ISBN 0-691-00498-6.
- Mohammed Salah Baouendi, Peter Ebenfelt, Linda Preiss Rothschild: Local geometric properties of real submanifolds in complex space. Bulletin AMS Bd. 37, 2000, Nr. 3.